# Шипитбаал II
Шипитбаал II (финик. Shipit-ba‘al) — царь Библа во второй половине VIII века до н. э.

## Биография
Шипитбаал II известен только из ассирийских надписей, сделанных в правление Тиглатпаласара III. Однако в них не сообщается ни о том, кто был предшественником Шипитбаала II на престоле Библа, ни о времени получения им царского титула. Предыдущим известным по имени библским правителем был Шипитбаал I, деятельность которого датируется началом IX века до н. э. В ассирийских надписях также упоминается о двух неназванных по именам царях Библа, в 866 и 838 годах до н. э. выплачивавших дань ассирийским монархам.
В «Анналах Тиглатпаласара III» сообщается, что в 743 или 742 году до н. э. Итобаал II Тирский, Шипитбаал II Библский, Матанбаал II Арвадский и другие финикийские владетели выплатили ассирийскому монарху дань. О новой выплате ассирийцам дани Шипитбалом II Библским, Хирамом II Тирским и несколькими другими владетелями сообщается в 738 или 737 году до н. э. В то время Тиглатпаласаром III было подавлено восстание, возглавленное Азрийау. Хотя правитель Библа и не участвовал в мятеже, он был вынужден снова изъявить покорность ассирийскому властителю. Ещё об одной выплате дани Шипитбаалом II царю Тиглатпаласару III упоминается в 729 или 728 году до н. э.
Возможно, регулярные выплаты финикийскими царями дани были связаны с подчинением их владений верховной власти наместников провинций Ассирии. В надписи времён правления Тиглатпаласара III упоминается, что в Тире при этом монархе находились ассирийские чиновники. Историки предполагают, что такая же ситуация могла быть и в Библе: при сохранении царской власти в финикийских городах реальное управление ими находилось в руках посланцев властителя Ассирии.
Других свидетельств о правлении Шипитбаала II в исторических источниках не сохранилось. Его преемником на библском престоле был царь Урумилк I, упоминающийся в ассирийских надписях в 701 году до н. э.